# 魏姓
魏姓为漢姓之一，在百家姓中排第30位。在現代是極常見的姓氏。

## 來源
遠祖始於春秋時期，出自姬姓。周文王第十五子畢公高的後代畢萬為晉國大夫，後封於魏（今山西省芮城北），子孙遂以封地命氏。姓氏合一后，以魏为姓氏。后裔魏斯建魏国。

## 郡望
钜鹿郡、任城郡是魏姓的知名郡望。

## 延伸阅读
[在维基数据编辑]
 《百家姓》
 《欽定古今圖書集成·明倫彙編·氏族典·魏姓部》，出自陈梦雷《古今圖書集成》